# Hans Goerth
Hans Goerth – niemiecki as myśliwski z czasów I wojny światowej z 7 potwierdzonymi zwycięstwami powietrznymi.
Hans Goerth służył w Marine Feldjagdstaffel Nr. III w drugiej połowie 1918 roku. Pierwsze zwycięstwo odniósł na Fokkerze D.VII 30 czerwca nad samolotem Airco DH.4 w okolicach Mariakerke. Trzecie zwycięstwo doniósł 16 lipca nad asem myśliwskim Lionelem A. Ashfieldem z No. 202 Squadron RAF. Ostatnie zwycięstwo podwójne zwycięstwo odniósł 1 października 1918 roku.
Po zakończeniu działań wojennych Hans Goerth został zwerbowany do zorganizowanego przez największego asa lotnictwa morskiego Cesarstwa Niemieckiego Gottharda Sachsenberga, Kampfgeschwader Sachsenberg. Jednostka brała udział w walkach Freikorps z wojskami bolszewików na terenie obecnej Litwy, łotwy, Estonii i Finlandii do grudnia 1919 roku.